# Filipendula auriculata
Filipendula auriculata là loài thực vật có hoa trong họ Hoa hồng. Loài này được (Ohwi) Kitam. & Murata mô tả khoa học đầu tiên năm 1962.